# Clinanthus glareosus
Clinanthus glareosus là một loài thực vật có hoa trong họ Amaryllidaceae. Loài này được (Ravenna) Meerow mô tả khoa học đầu tiên năm 2000.